# Martin Brundle
Martin John Brundle (King's Lynn, 1º giugno 1959) è un ex pilota automobilistico e commentatore televisivo britannico.
Ha corso per gran parte della propria carriera in Formula 1, segnalandosi come una presenza costante per circa un decennio. Pur non avendo mai ottenuto la vittoria di un Gran Premio ha corso per squadre come Benetton, McLaren, Ligier, Tyrrell, Brabham, Williams e Zakspeed. 
Brundle ha ottenuto i suoi maggiori successi nelle competizioni a ruote coperte, imponendosi nel Campionato del mondo sportprototipi 1988 e nella 24 Ore di Daytona dello stesso anno, oltre che nella 24 Ore di Le Mans 1990. 
In seguito al suo ritiro dalla Formula 1, dal 1997 svolge il ruolo di commentatore televisivo dei Gran Premi, prima per la tv britannica ITV, dal 2009 al 2011 per la BBC e dal 2012 per Sky Sports.

## Carriera

### Gli inizi e le serie minori
Brundle crebbe, come pilota, in maniera piuttosto inconvenzionale. Iniziò la sua carriera all'età di 12 anni prendendo parte a delle gare sull'erba nel villaggio di Pott Row nel Norfolk. Nel 1979 cominciò a gareggiare nelle monoposto della Formula Ford. In questo periodo, tuttavia, riuscì a farsi notare sulle BMW da turismo di Tom Walkinshaw, in particolare a Snetterton, dove riuscì ad arrivare secondo gareggiando con piloti di fama internazionale. Vinse il campionato BMW nel 1980 e affiancò Stirling Moss nel Campionato Turismo Inglese del 1981.
Nel 1982, grazie anche al sostegno della BP, passò alla F3 britannica nella squadra di Dave Price. L'inizio stagione fu difficoltoso e nelle prime due gare Brundle si ritirò per altrettanti incidenti. Riuscì comunque a imporsi per la prima volta ad Oulton Park e nelle restanti gare si piazzò sempre in pole position, ottenendo un altro successo. Vinse anche il Grovewood Award come il pilota più promettente del Commonwealth. A fine stagione, Brundle si accordò con Eddie Jordan per disputare il campionato 1983. Pur con pochi mezzi economici a disposizione e nonostante un grave incidente stradale in corso di stagione, che portò al danneggiamento di mezzi e attrezzature e alla morte di un meccanico della squadra, Brundle riuscì a ottenere risultati brillanti. Nelle prime nove gare giunse otto volte secondo alle spalle di Ayrton Senna, ma da metà campionato riuscì a recuperare tutto lo svantaggio e si presentò all'ultima gara in vantaggio di un punto. Senna riuscì tuttavia a imporsi all'ultimo appuntamento stagionale e Brundle perse il campionato. Grazie alle sue prestazioni e al suo piazzamento attirò le attenzioni di Ken Tyrrell, che lo convocò per svolgere un test con la monoposto di Formula 1.

### Primi anni in Formula 1 (1984-1987)

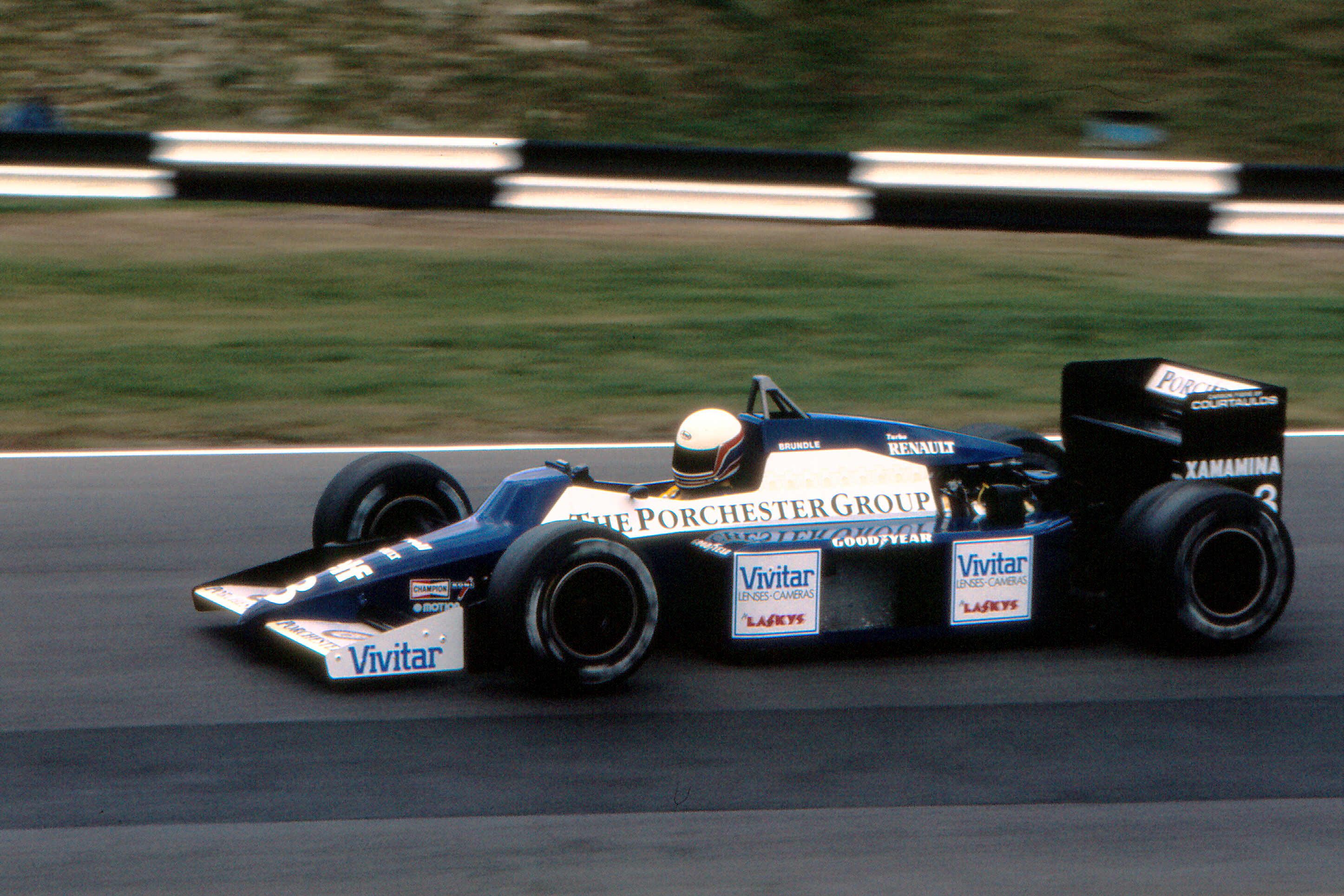
Brundle impegnato al Gran Premio d'Europa 1985.

Dopo aver svolto una sessione di test anche con la McLaren, nel febbraio del 1984 Brundle venne assunto dalla Tyrrell per l'imminente stagione. Il debutto del pilota inglese in Formula 1 avvenne con un quinto posto al Gran Premio del Brasile, gara inaugurale della stagione. Pur disponendo di una monoposto con motore aspirato, meno competitiva rispetto alle vetture con motore turbo, Brundle diede sfoggio in alcune occasioni di ottime prestazioni, giungendo secondo sul circuito di Detroit. Al successivo Gran Premio degli Usa West, Brundle ebbe un grave incidente durante la qualifiche, urtando violentemente una barriera di cemento e rimbalzando su un'altra; l'episodio rischiò seriamente di porre fine alla sua carriera dato che in un primo momento si prospettò pure la necessità dell'amputazione di un piede, poi evitata.
Nella stessa gara si scoprì che la Tyrrell utilizzava uno stratagemma irregolare per rientrare nei limiti di peso imposti nel regolamento: nel serbatoio del sistema d'iniezione d'acqua delle vetture venivano inserite delle palline di piombo durante il previsto ultimo rabbocco in gara di tale liquido. In una riunione del 18 luglio 1984, la FISA decise di escludere la Tyrrell dalle rimanenti gare del campionato del mondo, e cancellò tutti i punti ottenuti fino al momento della squalifica. Venne deciso che i punti attribuiti ai piloti della scuderia britannica non sarebbero stati assegnati. Le vetture proseguirono a partecipare al campionato, fino al Gran Premio d'Olanda, ma la loro partecipazione fu sub judice. La squalifica della Tyrrell venne confermata dal Tribunale d'Appello della FISA, dopo una riunione del 29 agosto. La scuderia venne esclusa dai successivi gran premi. Brundle, ignaro dello stratagemma ideato da Tyrrell per eludere il regolamento, continuò la riabilitazione in vista del rientro per la stagione 1985. Venne nel frattempo contattato dalla Lotus, ma il rapporto non poté concretizzarsi dato che Ken Tyrrell esercitò l'opzione di rinnovo del contratto di Brundle anche per l'anno seguente.
Ristabilitosi, Brundle corse quindi nuovamente con la Tyrrell, ma non riuscì mai ad entrare in zona punti. L'accordo fu rinnovato con la scuderia scozzese per il 1986, anno in cui Brundle finalmente conquistò 8 punti.
Senza altre opzioni contrattuali, nel 1987 il pilota inglese passò alla Zakspeed, scuderia del miliardario Zakowski, già presente da due anni in Formula 1, con scarsi risultati. Nonostante la fiducia iniziale, il progetto della squadra si rivelò ben presto un fallimento e Brundle riuscì a conquistare soltanto due punti nel Gran Premio di San Marino, che rimasero anche gli unici della storia della scuderia tedesca in Formula 1.

### Tra Formula 1 e Sport prototipi (1988-1990)
Nel 1988 dopo 4 anni in Formula 1, Brundle decise di partecipare al Campionato del mondo sportprototipi guidando per il team TWR-Jaguar, con una Jaguar XJR-9 vincendo il titolo mondiale piloti. Con la stessa vettura vinse anche la 24 Ore di Daytona. Allo stesso tempo, rimase comunque collaudatore per la Williams in Formula 1 e partecipò al Gran Premio del Belgio, in sostituzione di Nigel Mansell (affetto da problemi di salute), arrivando settimo al traguardo, sfiorando la zona punti.
Nel 1989 Brundle tornò in Formula 1 con il ruolo di primo pilota in Brabham. La squadra, avendo saltato la stagione 1988, doveva affrontare le prequalifiche e, prima di inizio stagione, venne venduta da Bernie Ecclestone al finanziere svizzero Joachim Luthi. Nonostante le difficoltà e l'arresto del nuovo proprietario Luthi a stagione in corso, Brundle riuscì comunque a farsi notare grazie ad alcune prestazioni interessanti, come a Monaco dove stava occupando il terzo posto prima di un problema alla batteria che lo costrinse ad accontentarsi della sesta piazza. I risultati ottenuti da lui e dal suo compagno di squadra Stefano Modena consentirono, a metà stagione, di evitare le prequalifiche e Brundle colse altri due piazzamenti a punti a Monza e Suzuka.
Nel 1990 ritornò a guidare negli sport prototipo, sempre per la TWR, e vinse la 24 Ore di Le Mans con la Jaguar XJR-12. In tutto prese parte a sei edizioni della classica gara francese.

### Secondo periodo in Formula 1 (1991-1996)

Brundle alla Benetton nella stagione, mentre festeggia il secondo posto ottenuto a Monza.

Tornò, a tempo pieno in Formula 1 nel 1991, sempre alla guida di una Brabham di scarsa competitività. Nonostante ciò, riuscì a chiudere la stagione con 2 punti e parecchie prestazioni importanti, che gli valsero l'interesse di molti addetti ai lavori.
Nel 1992, infatti, la sua carriera subì una svolta: venne contattato dalla Benetton, squadra nettamente più competitiva, che lo assunse come secondo pilota al fianco di un giovane e promettente Michael Schumacher. Brundle non riuscì mai a battere il suo compagno di squadra in qualifica, ma, in più di qualche gara si dimostrò molto vicino al pilota tedesco, rendendosi autore di prestazioni notevoli: arrivò a conquistare 5 podi, tra cui un secondo posto a Monza, e una serie di nove risultati utili consecutivi, concludendo al sesto posto la stagione con 38 punti, suo miglior risultato in carriera. Tuttavia, durante il weekend del Gran Premio d'Italia, il team comunicò al pilota inglese la decisione di non rinnovare il contratto.
Per il 1993, infatti, la scuderia gli preferirà l'italiano Patrese (proveniente dalla Williams). In un'intervista del 2009 Flavio Briatore, direttore generale della Benetton nel 1992, ammise l'errore di aver sottovalutato le capacità velocistiche di Brundle, che avrebbe potuto ottenere risultati importanti con il team anglo-italiano anche negli anni successivi al 1992. Dunque nel 1993 avvenne il passaggio alla Ligier, con cui Brundle conquistò un altro podio e numerosi piazzamenti a punti. Terminò settimo in classifica con 13 punti, risultando essere il primo tra i piloti senza sospensioni attive montate sulla vettura.
Circa due settimane prima dell'inizio della stagione 1994, venne assunto come secondo pilota dalla McLaren, rimasta orfana di Ayrton Senna (passato alla Williams). La squadra di Woking, in fase di transizione, mise in pista una vettura veloce solo su pochi tracciati, a causa dei nuovi ma tutt'altro che potenti e affidabili motori Peugeot, che crearono più problemi che vantaggi. Dunque Brundle riuscì soltanto a riconfermare la settima posizione in classifica piloti, salendo due volte sul podio (secondo a Monaco e terzo in Australia). Per il 1995 la Mercedes, nuovo fornitore di motori per la Mclaren, impose alla scuderia Nigel Mansell come secondo pilota al posto di Brundle.

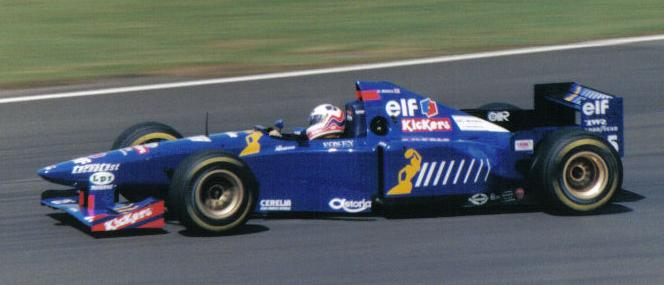
Brundle alla guida della sua Ligier JS41 nel Gran Premio di Gran Bretagna 1995.

Nel 1995 Brundle tornò quindi alla Ligier, alternandosi al volante con Aguri Suzuki (scelto per motivi economici e di sponsor). Ottenne un quarto posto in Francia e un terzo posto in Belgio (ultimo podio della sua carriera), sul bagnato, dopo aver tentato di difendere la seconda posizione dall'attacco di Damon Hill all'ultimo giro.
Nel 1996 concluse la sua carriera in Jordan, dove, tra l'altro, nella prima gara in Australia, fu protagonista di un altro tremendo incidente, più cruento di quello sofferto dodici anni prima, dal quale uscì, per fortuna, non solo totalmente illeso (grazie anche alle nuove strutture di protezione per il pilota introdotte proprio in quella gara), ma anche in grado di partecipare alla ripartenza della corsa, interrotta dopo l'incidente.

## Risultati

### Risultati completi in Formula 1
| 1984 | Scuderia | Vettura |    |    |    |    |    |    |    |    |    |  |  |  |  |  |  |  |  | Punti | Pos. |
| ---- | -------- | ------- | -- | -- | -- | -- | -- | -- | -- | -- | -- |  |  |  |  |  |  |  |  | ----- | ---- |
| 1984 | Tyrrell  | 012     | SQ | SQ | SQ | SQ | SQ | NQ | SQ | SQ | NQ |  |  |  |  |  |  |  |  | 0     |      |

| 1985 | Scuderia | Vettura   |   |     |   |    |    |     |     |   |    |    |   |   |    |     |   |    |  | Punti | Pos. |
| ---- | -------- | --------- | - | --- | - | -- | -- | --- | --- | - | -- | -- | - | - | -- | --- | - | -- |  | ----- | ---- |
| 1985 | Tyrrell  | 012 e 014 | 8 | Rit | 9 | 10 | 12 | Rit | Rit | 7 | 10 | NQ | 7 | 8 | 13 | Rit | 7 | NC |  | 0     |      |

| 1986 | Scuderia | Vettura   |   |     |   |     |     |   |     |    |   |     |   |     |    |     |    |   |  | Punti | Pos. |
| ---- | -------- | --------- | - | --- | - | --- | --- | - | --- | -- | - | --- | - | --- | -- | --- | -- | - |  | ----- | ---- |
| 1986 | Tyrrell  | 014 e 015 | 5 | Rit | 8 | Rit | Rit | 9 | Rit | 10 | 5 | Rit | 6 | Rit | 10 | Rit | 11 | 4 |  | 8     | 11º  |

| 1987 | Scuderia | Vettura   |     |   |     |   |     |     |    |    |     |    |     |     |    |     |     |     |  | Punti | Pos. |
| ---- | -------- | --------- | --- | - | --- | - | --- | --- | -- | -- | --- | -- | --- | --- | -- | --- | --- | --- |  | ----- | ---- |
| 1987 | Zakspeed | 861 e 871 | Rit | 5 | Rit | 7 | Rit | Rit | NC | NC | Rit | SQ | Rit | Rit | 11 | Rit | Rit | Rit |  | 2     | 18º  |

| 1988 | Scuderia | Vettura |  |  |  |  |  |  |  |  |  |  |   |  |  |  |  |  |  | Punti | Pos. |
| ---- | -------- | ------- |  |  |  |  |  |  |  |  |  |  | - |  |  |  |  |  |  | ----- | ---- |
| 1988 | Williams | FW12    |  |  |  |  |  |  |  |  |  |  | 7 |  |  |  |  |  |  | 0     |      |

| 1989 | Scuderia | Vettura |     |     |   |   |     |     |     |     |   |    |     |   |   |     |   |     |  | Punti | Pos. |
| ---- | -------- | ------- | --- | --- | - | - | --- | --- | --- | --- | - | -- | --- | - | - | --- | - | --- |  | ----- | ---- |
| 1989 | Brabham  | BT58    | Rit | Rit | 6 | 9 | Rit | NPQ | NPQ | Rit | 8 | 12 | Rit | 6 | 8 | Rit | 5 | Rit |  | 4     | 20º  |

| 1991 | Scuderia | Vettura       |    |    |    |    |     |     |     |     |    |     |   |    |    |    |   |    |  | Punti | Pos. |
| ---- | -------- | ------------- | -- | -- | -- | -- | --- | --- | --- | --- | -- | --- | - | -- | -- | -- | - | -- |  | ----- | ---- |
| 1991 | Brabham  | BT59Y e BT60Y | 11 | 12 | 11 | ES | Rit | Rit | Rit | Rit | 11 | Rit | 9 | 13 | 12 | 10 | 5 | NQ |  | 2     | 15º  |

| 1992 | Scuderia | Vettura      |     |     |     |     |   |   |     |   |   |   |   |   |   |   |   |   |  | Punti | Pos. |
| ---- | -------- | ------------ | --- | --- | --- | --- | - | - | --- | - | - | - | - | - | - | - | - | - |  | ----- | ---- |
| 1992 | Benetton | B191B e B192 | Rit | Rit | Rit | Rit | 4 | 5 | Rit | 3 | 3 | 4 | 5 | 4 | 2 | 4 | 3 | 3 |  | 38    | 6º   |

| 1993 | Scuderia | Vettura |     |     |     |   |     |   |   |   |    |   |   |   |     |   |   |   |  | Punti | Pos. |
| ---- | -------- | ------- | --- | --- | --- | - | --- | - | - | - | -- | - | - | - | --- | - | - | - |  | ----- | ---- |
| 1993 | Ligier   | JS39    | Rit | Rit | Rit | 3 | Rit | 6 | 5 | 5 | 14 | 8 | 5 | 7 | Rit | 6 | 9 | 6 |  | 13    | 7º   |

| 1994 | Scuderia | Vettura |     |     |   |   |    |     |     |     |     |   |     |   |   |     |     |   |  | Punti | Pos. |
| ---- | -------- | ------- | --- | --- | - | - | -- | --- | --- | --- | --- | - | --- | - | - | --- | --- | - |  | ----- | ---- |
| 1994 | McLaren  | MP4/9   | Rit | Rit | 8 | 2 | 11 | Rit | Rit | Rit | Rit | 4 | Rit | 5 | 6 | Rit | Rit | 3 |  | 16    | 7º   |

| 1995 | Scuderia | Vettura |  |  |  |   |     |     |   |     |  |     |   |     |   |   |  |  |     | Punti | Pos. |
| ---- | -------- | ------- |  |  |  | - | --- | --- | - | --- |  | --- | - | --- | - | - |  |  | --- | ----- | ---- |
| 1995 | Ligier   | JS41    |  |  |  | 9 | Rit | Rit | 4 | Rit |  | Rit | 3 | Rit | 8 | 7 |  |  | Rit | 7     | 13º  |

| 1996 | Scuderia | Vettura |     |    |     |   |     |     |     |   |   |   |    |     |     |   |   |   |  | Punti | Pos. |
| ---- | -------- | ------- | --- | -- | --- | - | --- | --- | --- | - | - | - | -- | --- | --- | - | - | - |  | ----- | ---- |
| 1996 | Jordan   | 196     | Rit | 12 | Rit | 6 | Rit | Rit | Rit | 6 | 8 | 6 | 10 | Rit | Rit | 4 | 9 | 5 |  | 8     | 11º  |

| Legenda | 1º posto     | 2º posto | 3º posto    | A punti         | Senza punti/Non class.  | Grassetto – Pole position Corsivo – Giro più veloce |
| Legenda | Squalificato | Ritirato | Non partito | Non qualificato | Solo prove/Terzo pilota | Grassetto – Pole position Corsivo – Giro più veloce |

### Risultati nella 24 ore di Le Mans
| Anno  | Team                                  | Co-Piloti                         | Auto                | Classe | Giri | Pos. | Classe Pos. |
| ----- | ------------------------------------- | --------------------------------- | ------------------- | ------ | ---- | ---- | ----------- |
| 1987  | Silk Cut Jaguar Tom Walkinshaw Racing | John Nielsen                      | Jaguar XJR-8LM      | C1     | 231  | DNF  | DNF         |
| 1988  | Silk Cut Jaguar Tom Walkinshaw Racing | John Nielsen                      | Jaguar XJR-9LM      | C1     | 306  | DNF  | DNF         |
| 1990* | Silk Cut Jaguar Tom Walkinshaw Racing | Alain Ferté David Leslie          | Jaguar XJR-12       | C1     | 220  | DNF  | DNF         |
| 1990* | Silk Cut Jaguar Tom Walkinshaw Racing | John Nielsen Price Cobb           | Jaguar XJR-12       | C1     | 359  | 1°   | 1°          |
| 1997  | Nissan Motorsport TWR                 | Jörg Müller Wayne Taylor          | Nissan R390 GT1     | GT1    | 139  | DNF  | DNF         |
| 1998  | Toyota Motorsports Toyota Team Europe | Emmanuel Collard Éric Hélary      | Toyota GT-One       | GT1    | 191  | DNF  | DNF         |
| 1999  | Toyota Motorsports Toyota Team Europe | Emmanuel Collard Vincenzo Sospiri | Toyota GT-One       | LMGTP  | 90   | DNF  | DNF         |
| 2001  | Team Bentley                          | Stéphane Ortelli Guy Smith        | Bentley EXP Speed 8 | LMGTP  | 56   | DNF  | DNF         |
| 2012  | Greaves Motorsport                    | Lucas Ordóñez Alex Brundle        | Zytek Z11SN-Nissan  | LMP2   | 340  | 15°  | 8°          |

- Dopo problemi elettrici con la propria vettura, Brundle sostituì Eliseo Salazar sulla Jaguar #3 in rotta verso la vittoria

### Risultati nel WRC
| 1999 | Scuderia            | Vettura            |  |  |  |  |  |  |  |  |  |  |  |  |  |     |  |  | Punti | Pos. |
| ---- | ------------------- | ------------------ |  |  |  |  |  |  |  |  |  |  |  |  |  | --- |  |  | ----- | ---- |
| 1999 | Toyota Castrol Team | Toyota Corolla WRC |  |  |  |  |  |  |  |  |  |  |  |  |  | Rit |  |  | 0     |      |

| Legenda | 1º posto | 2º posto | 3º posto | A punti | Senza punti | Ritirato | Squalificato | NP=Non partito C=Gara cancellata | Apice=Power stage |